# Paradelphomyia bhava
Paradelphomyia bhava är en tvåvingeart som beskrevs av Alexander 1956. Paradelphomyia bhava ingår i släktet Paradelphomyia och familjen småharkrankar. Inga underarter finns listade i Catalogue of Life.